# 高謙 (正統進士)
高謙（1411年—？），陝西西安府乾州人，民籍。明朝政治人物。進士出身。

## 生平
陝西鄉試第十七名。正統七年（1442年）壬戌科會試，殿試登進士第三甲第七十九名。